# Ничуть не страшно
«Ничуть не страшно» — советский рисованный мультипликационный фильм 1981 года студии «Союзмультфильм». В 1983 году вышло продолжение: «Змей на чердаке».

## Сюжет
Мальчик Коля и его младший брат Юра отправляются в ночное путешествие на луг за цветами в подарок для своей мамы и, преодолев ночные страхи (происки привидений), достигают своей цели. На обратном пути эти самые страхи уже оказывают им всяческую поддержку в продвижении домой и даже защищают их от внезапно появившейся шаровой молнии.

### Песенка страхов (отрывок)
Мы не мыши, мы не птахи,

Мы ночные ахи-страхи,

Мы летаем, кружимся,

Нагоняем ужасы…
Данная песня в 1980-е годы в СССР выпускалась в сборнике песен из мультфильмов на детских пластинках фирмой «Мелодия» и на аудиокассетах «Свема». В России в 1990-е годы выпускался на аудиокассетах и на компакт-дисках CD изданием Twic Lyrec (с 1995 года) в других сборниках песен из мультфильмов (например — «Злодейские песенки» из антологии детского шлягера), а с 2000 года — на дисках MP3 разными фирмами.

## Над фильмом работали
- Автор текста песен: Генрих Сапгир
- Редактор: Елена Михайлова
- Директор: Николай Евлюхин
- Роли озвучивали:
  - Клара Румянова — Маленький страх
  - Олег Анофриев — Старый страх / Лохматый страх
  - Елена Степаненко — Коля / Юра

## Выпуски
В 1990-е годы на аудиокассетах изданием Twic Lyrec была выпущена аудиосказка по одноимённому мультфильму с текстом Александра Пожарова.

## Релизы на VHS и DVD
| Название                           | Формат    | Дистрибьютор | Другие мультфильмы в издании |
| ---------------------------------- | --------- | ------------ | --- |
| Союзмультфильм. Сборник № 4 (1995) | VHS       | Союз         | «Приключения Хомы»; «Мальчик с пальчик»; «Два богатыря»; «Догада»; «Чинк»                                                                                          |
| Чудо-Юдо                           | DVD и VHS | Союз         | «Змей на чердаке»; «Бездомные домовые»; «Уважаемый леший»; «Глаша и кикимора»; «Свирепый Бамбр»; «По следам Бамбра»; «Ловушка для Бамбра»; «Большой подземный бал» |